# Наннакара
Наннакара (лат. Nannacara) — род рыб из семейства цихлид и подсемейства Cichlasomatinae.

## Происхождение
Красивая цихлида из Южной Америки (Венесуэла, Боливия, Колумбия) очень популярная среди любителей аквариума. Она живет в тихих ручьях и маленьких реках с богатой водной растительностью. В Европу была привезена в 1934 году.

## Характеристика
Самцы вырастают в длину до 8-10 см, самки меньше 4-6 см. Самец отличается более заостренным спинным и анальным плавниками. Тело сильно вытянутое, достаточно высокое, умеренно сжатое с боков.
Окраска простая, но красивая. На зеленовато-желто-коричневом фоне. На каждой чешуйке расположено маленькое трех угольное коричневое пятно. Все тело отсвечивает зеленовато-золотым цветом. Глаза красные или желтовато-красные, зрачок черный. Во время икрометания у самки появляются резкие темные пятна и поперечные полосы.

## Кормление
В природе основной рацион - черви и личинки насекомых. Однако их можно кормить почти любым живым или мороженным кормом, предпочтительнее давать циклопов, дафний и коретру.

## Разведение
После нереста на камень, крупный лист или на какой-либо другой плоский предмет (до 200 икринок), самка берет на себя дальнейший уход за икрой, но часто её прогоняет самец, поэтому его желательно отсадить. Самка также выкапывает для мальков ямки и переносит мальков из одной ямки в другую. Мальки вылупляются через 2 — 3 дня и начинают плавать через 4 — 6 дней. По некоторым наблюдениям самка собирает время от времени грязь с грунта и распыляет её между мальками, по-видимому, для того, чтобы они, таким образом, могли отыскать поднявшихся инфузорий. На 5-й — 7-й день молодь начинает ловить даже крупных науплий циклопов и артемии. Позднее можно давать более грубый корм, включая нарезанного трубочника.

## Совместимость
Наннакара — спокойная и миролюбивая рыба, поэтому очень хорошо живет в смешанном аквариуме. Во время нереста становятся очень драчливыми.

## Представители
- Nannacara adoketa Kullander & Prada-Pedreros, 1993
- Nannacara anomala Regan, 1905
- Nannacara aureocephalus Allgayer, 1983
- Nannacara bimaculata Eigenmann, 1912
- Nannacara quadrispinae Staeck & Schindler, 2004
- Nannacara taenia Regan, 1912